# Turbulent förbränning
Turbulent förbränning är förbränning som sker under turbulenta förhållanden. Vid många industriella tillämpningar är förbränningen turbulent, till exempel i motorer. Det finns ingen generell allmänt övergripande teori om hur turbulent förbränning sker; mycket beroende på att det utöver alla de faktorer som påverkar laminär förbränning tillkommer komplicerade flödesmönster.
Det finns tre principiellt olika typer av turbulent förbränning som klassificeras utifrån tjockleken på reaktionszonen, samt på två variabler som beskriver storleken på de största respektive minsta virvlarna hos ett turbulent flöde, integrerade längdskalan och Kolmogorovs mikroskala.
När tjockleken på reaktionzonen är betydligt mindre än de minsta virvlarna kommer reaktionszonen enbart att rynklas. Inom detta området beskrivs förbränningen som rynklade laminära flammor. När tjockleken är större än de största virvlarna kommer däremot kemin inuti reaktionszonen att vara beroende av turbulensen. Inom denna zonen beskrivs förbränningen som distribuerad reaktion. I området emellan beskrivs förbränningen som småflammor i virvlar.
För att definiera turbulent förbränning används bland annat damköhlertalet och det turbulenta reynoldstalet. Damköhlertalet är ett mått på förhållandet mellan hur snabbt kemiska processer sker och hur snabbt flödesprocesser (som turbulens) sker. Reynoldstalet är ett mått turbulensen.